# Honda Biz
La Honda Biz es una pequeña motocicleta desarrollada y producida por Honda de Brasil desde 1998. Tiene tres tipos de motor: 100, 110 y 125 centímetros cúbicos de cilindrada. También se comercializa en Colombia, Argentina y otros países latinoamericanos, sustituyendo a la Honda C-90 Super-Cub. En Argentina se lanzaron las Biz de 100, 105 y 125 cc inicialmente con carburador, y hasta 2019 no se introdujo la inyección electrónica.

## Características
Es un modelo asequible, una variación de la popular en todo el mundo Honda Super Cub, con dos diferencias clave: una rueda trasera de 14 pulgadas (en lugar de las 17 pulgadas de la rueda delantera) y un compartimento de almacenamiento debajo del asiento.
Su bastidor es de tubos de acero, y cuenta con encendido eléctrico opcional (modelos de 2002 en adelante) y guardabarros de plástico. Dispone de un brazo basculante con doble amortiguador y el baúl debajo del asiento tiene una capacidad de hasta 10 litros o 10 kg, lo que permite guardar un casco integral.